# Moraea sisyrinchium
Moraea sisyrinchium és una espècie de planta de la família de les iridàcies, originària de la regió del Mediterrani fins a l'Himàlaia. Habita en prats, pastures i penyals. S'usa ocasionalment com a planta ornamental, cultivada.
És comú al sud-est de la península Ibèrica, caracteritzada per un port herbaci, bulbós, perenne; amb fulles basals, linears, flexuoses, més llargues que la tija; les flors es troben agrupades en cimes i són de color blavós, molt làbils, amb els tèpals externs presentant una taca groga o blanca, i els interns lanceolats, blaus, erectes. Els fruits es troben en càpsules.
Floreix a mitjans de la primavera i el corm s'ha utilitzat com a font d'aliment en el passat. Les flors no s'obren a menys que el dia sigui calorós i sovint no fins a la tarda, tot i que no duren molt de temps. Tot i això, cada planta produeix nombroses flors.

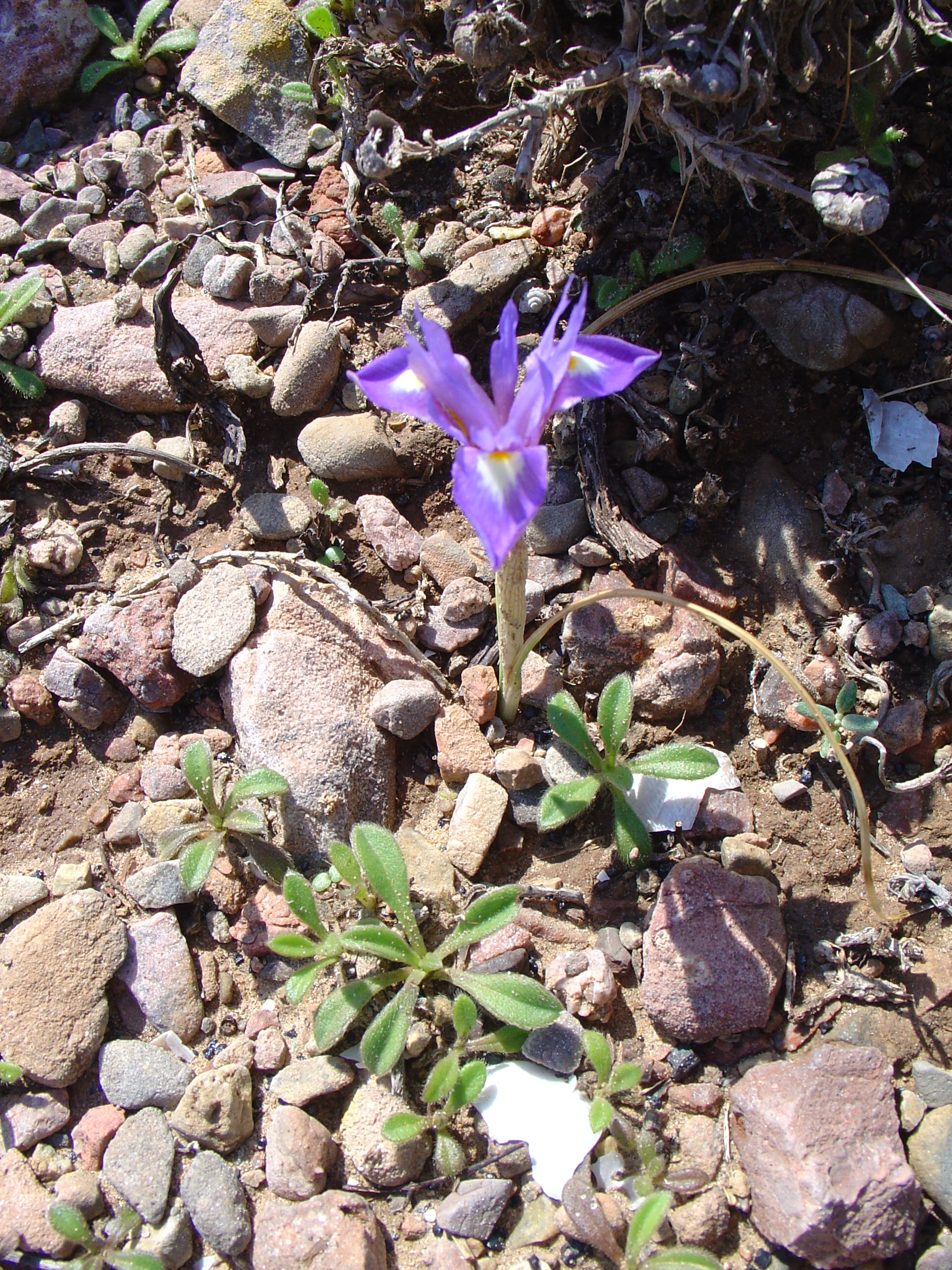
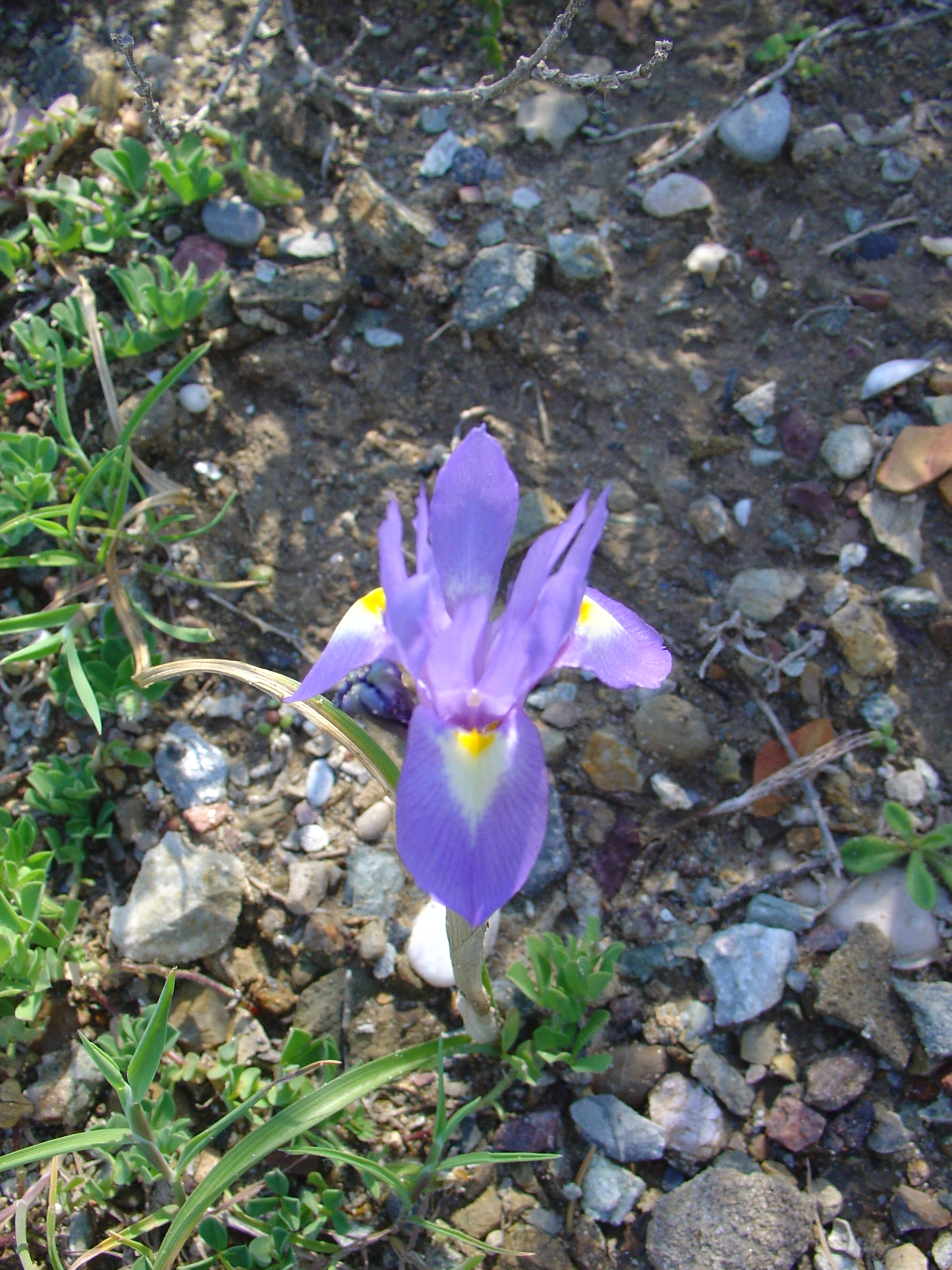
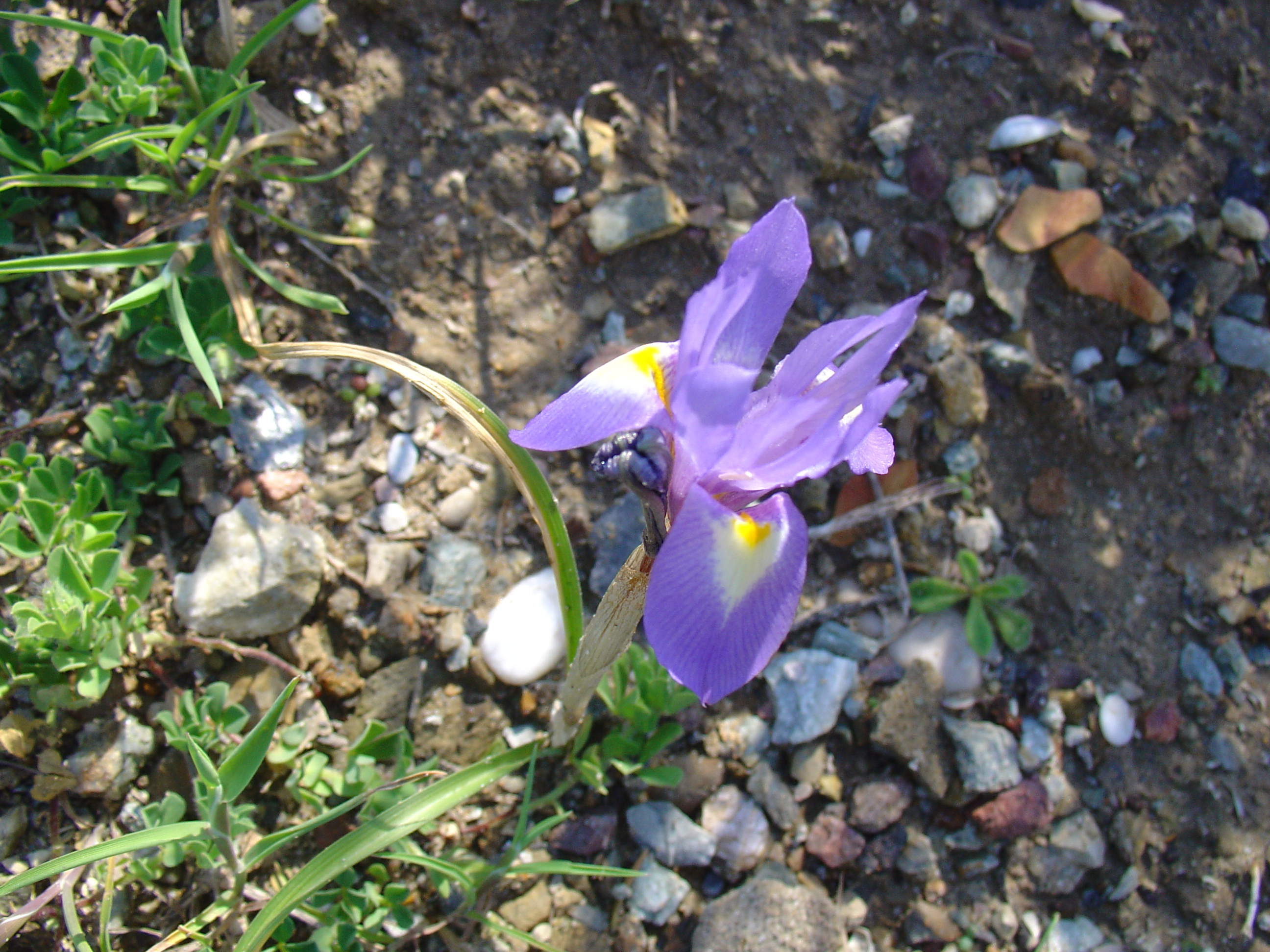

## Sinonímia
- Diaphane edulis Salisb.
- Evansia syrtica (Viv.) Klatt
- Gynandriris littorea Jord.
- Gynandriris maricoides (Regel) Nevski
- Gynandriris numidica Jord.
- Gynandriris sisyrinchium (L.) Parl.
- Helixyra sisyrinchium (L.) N.E.Br.
- Iris aegyptia Delile
- Iris collina Salisb.
- Iris fugax Ten.
- Iris involuta Garzia
- Iris libyca Mattei
- Iris maculata Tod. ex Lojac.
- Iris maricoides Regel
- Iris samaritanii Heldr.
- Iris sisyrinchium L.
- Iris sisyrinchium f. alba Gattef. & Weiller
- Iris sisyrinchium f. caerulea Maire & Weiller
- Iris sisyrinchium subsp. fugax (Ten.) K.Richt.
- Iris sisyrinchium var. major Cambess.
- Iris sisyrinchium var. marmarica Pamp.
- Iris sisyrinchium var. minor Cambess.
- Iris sisyrinchium var. purpurea Braun-Blanq. & Maire
- Iris sisyrinchium f. rosea Gattef. & Weiller
- Iris sisyrinchium var. syrtica (Viv.) E.A.Durand & Barratte
- Iris sisyrinchium f. violacea Gattef. & Weiller
- Iris syrtica Viv.
- Iris todaroana Cif. & Giacom. ex S.Pignatti
- Iris zelantea Parl.
- Moraea sicula Tod.
- Moraea tenoreana Sweet
- Sisyrinchium majus R.M.Redhead
- Xiphion sisyrinchium (L.) Baker[2]